# 5 (J.J. Cale)
| Recensione                        | Giudizio        |
| --------------------------------- | --------------- |
| AllMusic                          | [ 2 ]           |
| The New Rolling Stone Album Guide | [ 3 ]           |
| Sputnikmusic                      | 4.1 (Excellent) |
| Dizionario del Pop-Rock           | [ 5 ]           |
| 24.000 dischi                     | [ 6 ]           |

5 è il quinto album di J.J. Cale, pubblicato dalla Shelter Records nel 1979.
L'album si classificò nella posizione numero 136 (15 settembre 1979) della classifica statunitense Billboard 200.

## Tracce
Lato A
Testi e musiche di J.J. Cale.
1. Thirteen Days – 2:49
2. Boilin' Pot – 2:50
3. I'll Make Love to You Anytime – 3:12
4. Don't Cry Sister – 2:13
5. Too Much for Me – 3:11
6. Sensitive Kind – 5:09

Lato B
Testi e musiche di J.J. Cale, eccetto dove indicato.
1. Friday – 4:13
2. Lou-Easy-Ann – 2:46
3. Let's Go to Tahiti – 2:51 (Bill Boatman, Roger Tillotson)
4. Katy Kool Lady – 2:23 (Christine Lakeland, J.J. Cale)
5. Fate of a Fool – 2:52
6. Mona – 3:17

## Formazione
- J.J. Cale - voce, chitarra, basso, pianoforte, batteria
- Christine Lakeland - chitarra acustica, cori, organo Hammond, pianoforte, percussioni
- Billy Cox - basso
- Karl Himmel - batteria
- Larry Bell - pianoforte, organo Hammond, Fender Rhodes
- Carl Radle - basso
- Buddy Harman - batteria
- David Briggs - pianoforte
- Bill Kenner - mandolino
- Bill Boatman - chitarra elettrica, violino
- Kenny Buttrey - batteria
- Farrell Morris - vibrafono

Note aggiuntive
- Audie Ashworth e J.J. Cale - produttori
- Kosh - art direction e design album